# Aleksej Aleksejevič Abrikosov
Aleksej Aleksejevič Abrikosov (rusko Алексе́й Алексе́евич Абрико́сов), ruski fizik, * 25. junij 1928, Moskva, Sovjetska zveza (sedaj Rusija), † 29. marec 2017.
Abrikosov je leta 2003 prejel Nobelovo nagrado za fiziko.